# 시인의 사랑 (슈만)

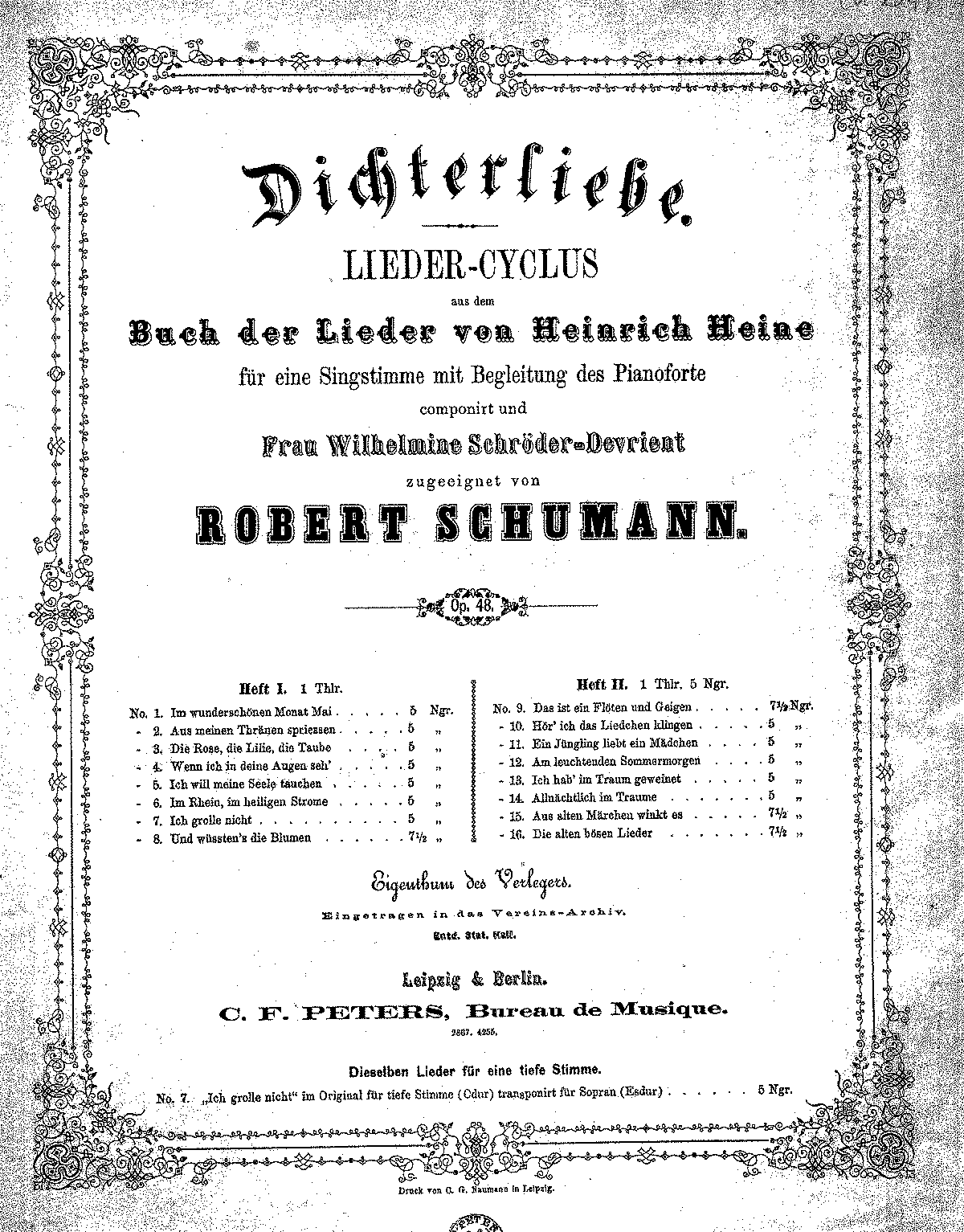

《시인의 사랑 작품번호 48》(독일어: Dichterliebe)은 로베르트 슈만이 1840년에 작곡한 가곡집이다.
클라라와의 오랜 연애가 결실된 해(30세)에 작곡된 것으로서, 그의 대표적인 가곡은 거의 이 속에 포함되어 있다. 시는 하인리히 하이네의 <노래의 책>에서 따오게 된 것으로서 <아름다운 5월에>, <나는 원망치 않겠다> 등 일련(一連)의 작품으로 되어 있으며, 사랑의 정열과 비련의 슬픔을 노래한 것이다. 이러한 곡들은 하나하나가 단편적인 시이며, 프란츠 슈베르트의 <아름다운 물방앗간의 처녀>와 같은 일련의 이야기시(詩)는 아니다.